# Csapai Péter
Csapai Péter, Csapay (Ordas, 1794. november 14. – Nagykőrös, 1842. október 12.) református lelkész.

## Élete
Szülei Csapai János és Szabó Erzsébet. 1814-ben subscribált (írta alá az iskolai törvényeket) a debreceni kollégiumban. Ugyanitt köztanító (publicus praeceptor) volt, később senior lett. Ezután Bécsben folytatta tanulmányait. 1826-ban tett lelkészi vizsgát, majd Kiskunhalason volt segédlelkész. 1827-ben, Medgyesi Pál halálát követően Nagykőrösre választották lelkésznek, ahol egészen haláláig működött. Tudománykedvelő és jeles szónokként ismerték. Könyvtárát a nagykőrösi református iskolára hagyományozta. Híres beszédet mondott a templomban 1835. február 7-én, Fodor Gerzson temetésén, annak koporsóba tételekor.
Sírja a nagykőrösi temetőben F. tábla 9. sor, felirata: "Csapai Péter Nagykőrösön 15 évig volt lelkipásztornak, ki élt 49 éveket, emelték tisztelői.

## Munkája
- Rövid halotti beszéd néhai nagyt. Háló Kovács József úr… felett, melyet tartott… 1830. okt. 11. Pest (Fodor G. és Polgár Mihály gyászbeszédével és Balogh Mihály költeményével együtt)